# سيغريد ساندستروم
سيغريد ساندستروم (بالسويدية: Sigrid Sandström)‏ هي رسامة سويدية، ولدت في 1970 في ستوكهولم في السويد.